# Diestelbruch
Der staatlich anerkannte Erholungsort Diestelbruch ist ein Ortsteil der lippischen Stadt Detmold in Nordrhein-Westfalen.

## Geographie

### Geographische Lage
Diestelbruch liegt etwa vier Kilometer östlich des Detmolder Stadtzentrums. Die benachbarten Detmolder Ortsteile sind Detmold-Nord im Nordwesten, Vahlhausen im Norden, Niederschönhagen im Nordosten, Oberschönhagen, Schönemark und Remmighausen im Südwesten.
Südlich von Diestelbruch erstreckt sich der Leistruper Wald.

### Ortsgliederung
Der 5,8 km² große Ortsteil Diestelbruch setzt sich aus den Ortschaften Leistrup, Meiersfeld und Diestelbruch sowie den Weiler Döringsfeld zusammen. 

### Gewässer
Durch Diestelbruch fließen in nordöstliche Richtung der Diestelbruchbach und der Dörenbach der Passade zu, im Südwesten fließen der Diestelbach und die Wörbke der Werre zu.

### Schutzgebiete
Südlich von Diestelbruch sind seit 2006 die beiden Landschaftsschutzgebiete „Wedasch“ (LSG-4019-0029, ~26 Hektar) und „Wörbke/Diestelbach“ (LSG-4019-0028, ~50 Hektar) ausgewiesen.

## Geschichte
Der Name deutet auf ein mit Disteln bestandenes feuchtes Gelände (= Bruch, Bezeichnung für ein Sumpf- oder Moorgebiet) hin. In Urkunden aus dem Mittelalter taucht zunächst der Name Dyselbro(c)k auf, während Leistrup 1394 als Leesentrop bezeichnet wird. Im Jahr 1488 wird Meiersfeld als Tom Eggersfelde erwähnt, später auch als Mekerysfelde.
Neben Leistrup waren auch Döringsfeld, Schönemark und der Leistruper Wald im Besitz der Braunschweiger Edelherrn, die jedoch den Bewohnern das Nutzungsrecht als Lehen gegen entsprechende Abgaben überlassen hatten. Die Ackerflächen wurden durch Rodungen erweitert. Im Lauf der Zeit entwickelte sich auf den brachliegenden Flächen ein Baumbestand aus Eichen und Hainbuchen. Die Früchte wurden als Viehfutter (Hudewirtschaft) und die Wiesen als Weide genutzt. Die damals erworbenen Hude- und Mastrechte galten noch bis ins 19. Jahrhundert.
Seit der Mitte des 19. Jahrhunderts bestand die Gemeinde Leistrup-Meiersfeld mit Diestelbruch im lippischen Verwaltungsamt Detmold.

### 20. Jahrhundert
Am 1. Januar 1970 wurde die Gemeinde Leistrup-Meiersfeld in die Kreisstadt Detmold eingegliedert. Ihr größter Teilort Diestelbruch gibt dem seitdem bestehenden Detmolder Ortsteil den Namen.
Der Kreis Detmold mit Diestelbruch bzw. Detmold ging am 1. Januar 1973 im Zuge der nordrhein-westfälischen Kreisreform im Rahmen des Bielefeld-Gesetzes durch Vereinigung mit dem Kreis Lemgo im heutigen Kreis Lippe auf.

### Einwohnerentwicklung
Im Jahre 1911 hatte die Gemeinde insgesamt 632 Einwohner, darunter 333 in Diestelbruch, 281 in Meiersfeld und 18 in Leistrup.
Im August 2006 wohnten 2275 Bürger in Diestelbruch.

## Politik
Ortsbürgermeisterin ist derzeit Kathrin Landwehrmeier (CDU), der Vertreter im Stadtrat ist Manfred Stölting (SPD).

## Sehenswürdigkeiten

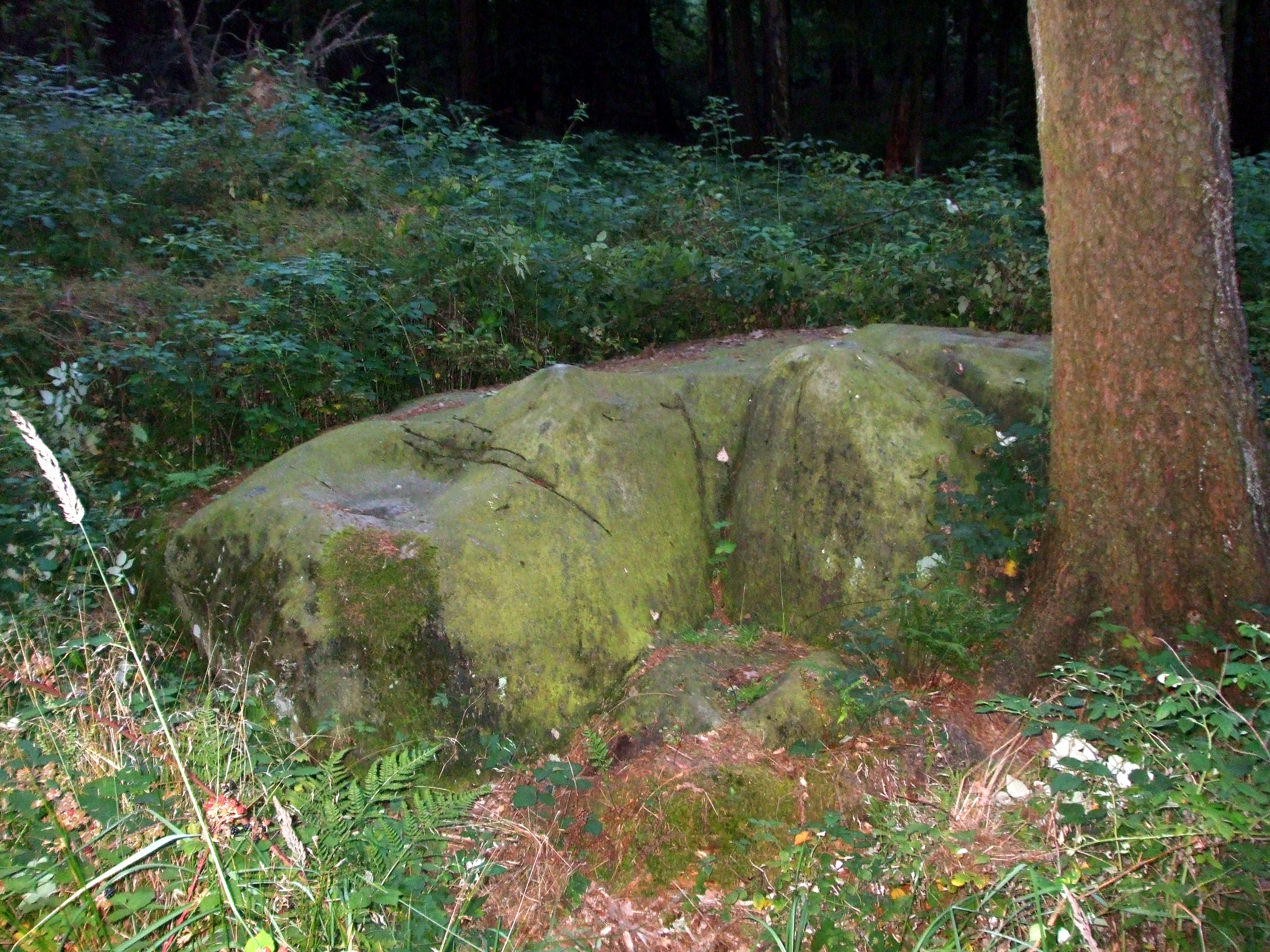
Opferstein 2, der sogenannte „Schalenstein“

Sehenswert ist der Leistruper Wald mit einem Hügelgrab aus der Bronzezeit, den am Ostrand liegenden Opfersteinen und einem „Wald- und Bienenlehrpfad“.

## Persönlichkeiten
- Die TV-Journalistin und Moderatorin Kay-Sölve Richter (* 1974) wuchs in Diestelbruch auf. Sie arbeitet heute beim ZDF in Mainz und moderiert unter anderem das heute-journal.
- Die Bauingenieurin und Umweltaktivistin Uta Bellion wuchs in Diestelbruch auf. Sie war Vorsitzende von Greenpeace International und ehemalige Leiterin der Umweltschutzdachorganisation Friends of the Earth.[8]